# Stefan Janowski
Stefan Janowski (ur. 2 września 1957 w Łodzi) – polski kolarz szosowy, wielokrotny mistrz Polski.

## Kariera sportowa
Był zawodnikiem LKS Bełchatów i Legii Warszawa. Czterokrotnie zdobywał mistrzostwo Polski: w 1981 i 1983 w jeździe indywidualnej na czas, w 1982 w wyścigu drużynowym na 100 km oraz w wyścigu torowym na 4000 m na dochodzenie (w obu występach w barwach Legii). W 1978 zdobył także brązowy medal mistrzostw Polski w jeździe parami (z Janem Krawczykiem).